# Pattaya
Pattaya é uma cidade da Tailândia, conhecida por ter o maior números de prédios altos do país depois da capital Bangcoc, a maioria condomínios residenciais para estrangeiros.
A cidade tem cerca de 110 mil habitantes, fica a 165 km ao sudeste da capital e recebe mais de cinco milhões de turistas por ano, a maioria vinda do leste da Ásia e países da ex-União Soviética.

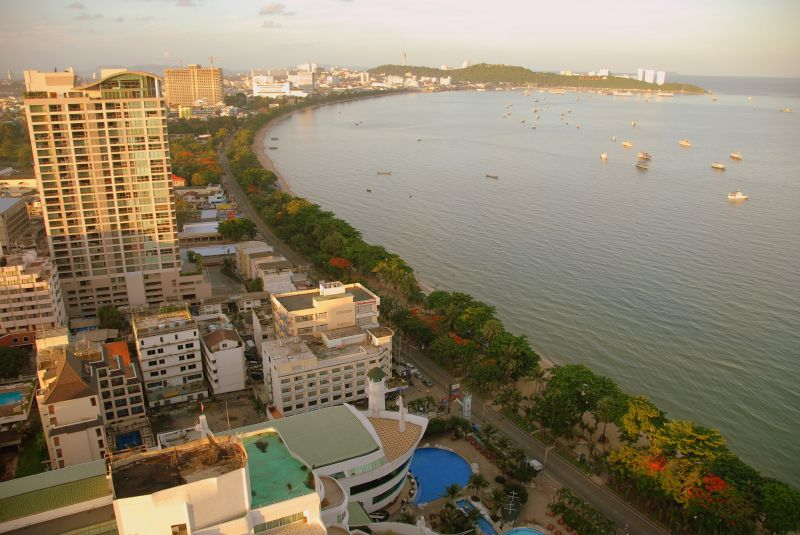
Vista da praia de Pattaya